# BreadTube
BreadTube, ou LeftTube, est un groupe informel de créateurs de contenu en ligne de langue anglaise qui créent du contenu vidéo d'argumentation et des diffusions en direct de sensibilité socialistes, communistes, anarchistes et autres points de vue de gauche,,,. Les créateurs de BreadTube publient généralement des vidéos sur YouTube qui peuvent être discutées sur d'autres plateformes en ligne, telles que Reddit. Les créateurs de BreadTube diffusent également en direct sur Twitch.
Les créateurs de BreadTube pratiquent notamment une forme de « détournement algorithmique ». Ils choisiront de se concentrer sur les mêmes sujets abordés par les créateurs de contenu de sensibilité de la droite politique. Cela permet à leurs vidéos d'être recommandées aux mêmes publics qui consomment des vidéos de droite ou d'extrême droite et exposent ainsi un public plus large à leurs points de vue. De nombreux créateurs de contenu BreadTube sont financés par le financement participatif et les chaînes servent souvent d'introduction aux opinions de gauche pour les jeunes visionneurs.

## Origine
Le terme BreadTube vient de La Conquête du pain, ouvrage de Peter Kropotkine,,, qui explique comment réaliser l'anarcho-communisme et le fonctionnement possible d'une société anarcho-communiste.
Le phénomène BreadTube lui-même n'a pas d'origine précise, bien que plusieurs chaînes BreadTube aient été lancées en partie dans le but de lutter contre les contenus anti-justice sociale et de droite alternative qui gagnent en visibilité sur les plateformes au milieu des années 2010,. En 2018, ces chaînes individuelles ont formé une communauté interconnectée. Lindsay Ellis, qui a quitté Channel Awesome en 2015 pour créer sa propre chaîne en réponse à la controverse Gamergate, et Natalie Wynn, qui a lancé sa chaîne ContraPoints en 2016 en réponse à la domination en ligne de l'alt-right à cette époque, font partie des vidéastes influents des débuts de BreadTube. Selon Nathalie Wynn de ContraPoints, les origines de BreadTube (ainsi que de l'alt-right) remontent au Nouvel Athéisme.

## Format
Les vidéos BreadTube ont souvent une production élaborée, incorporant des éléments théâtraux et ont généralement une durée plus longue que les vidéos YouTube typiques,. Beaucoup sont des réponses directes aux thématiques privilégiées par la droite. Alors que les vidéos des créateurs de droite sont souvent hostiles à leurs adversaires politiques (et vice versa), les BreadTubers cherchent à analyser et à comprendre les arguments de leurs adversaires, en recourant souvent à la subversion, à l'humour et à la séduction,. Beaucoup visent à attirer un large public, atteignant des personnes qui n'ont pas nécessairement des points de vue de gauche plutôt que de « prêcher des convaincus ». Les vidéos ne se terminent généralement pas par une conclusion tranchée, mais encourageant les visionneurs à tirer leurs propres conclusions à partir des éléments présentés durant la vidéo ainsi qu'avec les références.

## Chaines principales
Les chaines de BreadTube sont diffusées en anglais et la plupart des BreadTubers viennent des États-Unis ou du Royaume-Uni. Le terme est informel et souvent contesté, car il n'y a pas de critères d'inclusion convenus. Selon The New Republic, en 2019, les cinq personnes les plus souvent citées en exemple sont ContraPoints, Lindsay Ellis, Hbomberguy, Philosophy Tube et Shaun, tandis que Kat Blaque et Anita Sarkeesian sont citées comme des influences significatives,. Ian Danskin (alias Innuendo Studios), Hasan Piker, et Steven Bonnell, ont également été décrits comme faisant partie de BreadTube. Plusieurs de ces personnes ont rejeté l'étiquette,,.

## Accueil critique
Selon le site The Conversation, à partir de 2021, les créateurs de contenu de BreadTube reçoivent des dizaines de millions de vues par mois et sont de plus en plus souvent présentés dans les médias et les universités comme une influence déradicalisante. Selon le journal en ligne The Independent, « les vidéastes de BreadTube ont essayé, avec beaucoup de succès, d'intervenir dans le récit de recrutement de droite en sortant les téléspectateurs de leur terrier, ou, du moins, en les déplaçant vers un nouveau ».